# Cromidon austerum
Cromidon austerum är en flenörtsväxtart som beskrevs av O.M. Hilliard. Cromidon austerum ingår i släktet Cromidon och familjen flenörtsväxter. Inga underarter finns listade i Catalogue of Life.